# 8143 Незвал
8143 Незвал (8143 Nezval) — астероїд головного поясу, відкритий 11 листопада 1982 року.
Тіссеранів параметр щодо Юпітера — 3,477.